# Ла Бохоркења (Каборка)
Ла Бохоркења (шп. La Bojorqueña) насеље је у Мексику у савезној држави Сонора у општини Каборка. Насеље се налази на надморској висини од 240 м.

## Становништво
Према подацима из 2005. године у насељу је живело 7 становника.

### Хронологија
| Година       | 2005 |
| ------------ | ---- |
| Становништво | 7    |

### Попис
| # | Индикатор                        | Вредност |
| - | -------------------------------- | -------- |
| 1 | Укупно појединачних домаћинстава | 2        |